# Hysteropterum tunetanum
Hysteropterum tunetanum är en insektsart som beskrevs av Matsumura 1910. Hysteropterum tunetanum ingår i släktet Hysteropterum och familjen sköldstritar. Inga underarter finns listade i Catalogue of Life.